# Мукачівська єпархія УПЦ (МП)
Мукачівська єпархія (Мукачевсько-Ужгородська) — єпархія УПЦ московського патріархату, що об'єднує парафії і монастирі на території західної частини Закарпатської області, з центром у місті Ужгород
Керівний архієрей — митрополит Феодор (Мамасуєв).

## Історія

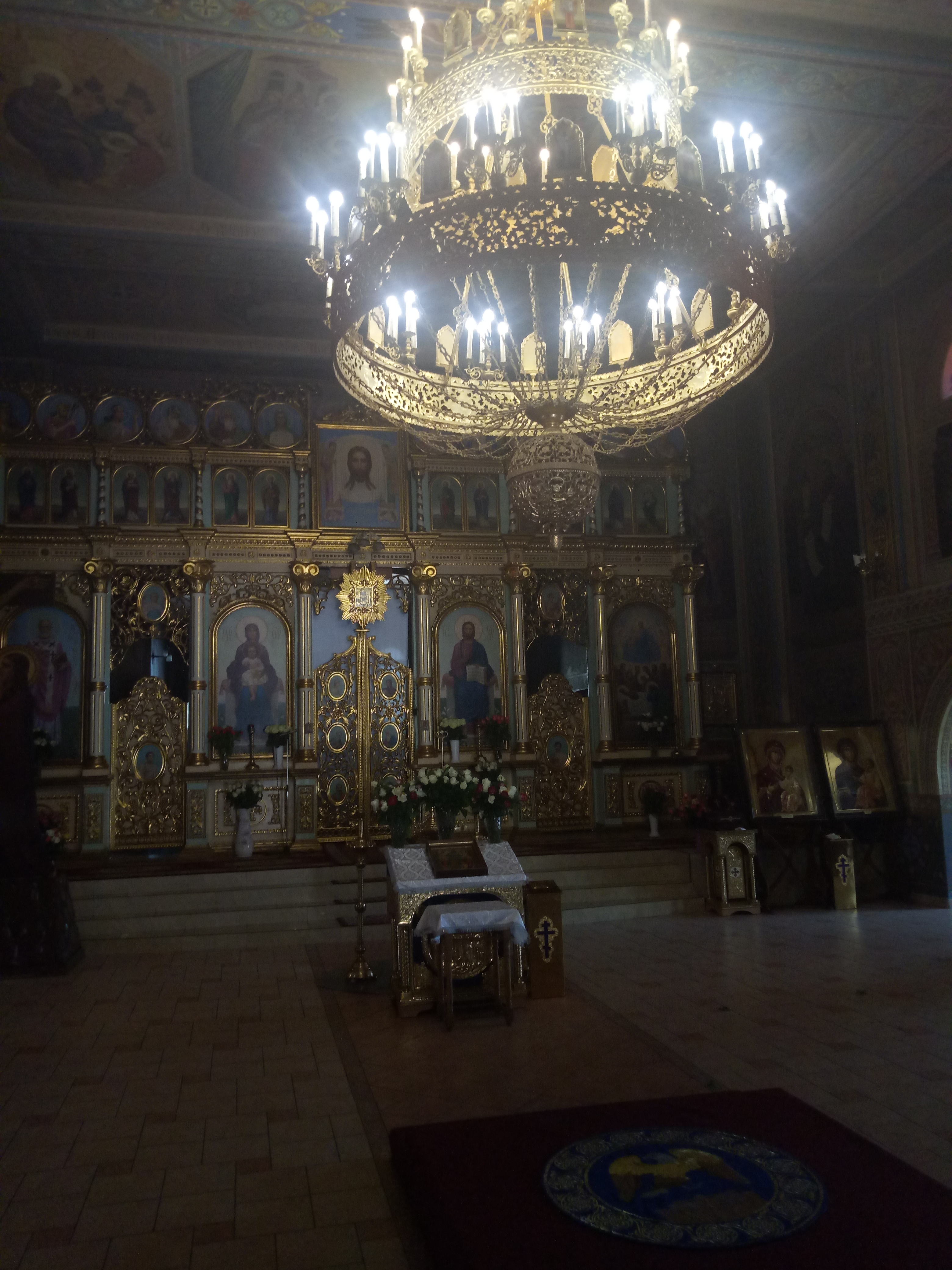
Мукачево, Кафедральний собор Почаївської ікони Божої Матері

1663 рік — визначено умови, на яких Мукачівська єпархія може бути включена до Київської митрополії. Однак через спротив вдови Ференца Ракоція II, Мукачівська єпархія підпорядковується угорському Ягерському єпископу.
1690 року папа Олександр VIII та австрійський імператор призначають єпископом Мукачівської єпархії Йосифа де Камеліса. Останній поширює унію на значні маси населення Мукачева і Березького комітату.
З другої половини XVI століття на Закарпатті діяли школи не лише в містах, але й у великих селах (Велика Копаня, Великі Лучки, Вишкове). Збереглися пам'ятки писемності тих часів, серед яких «Королевське Євангеліє», переписане Станіславом Граматиком. За технікою виконання цей рукопис може зрівнятися зі славнозвісним «Пересопницьким Євангелієм» (1556—1561 рр.). Цим же часом датуються «Мукачівський Псалтир» та «Ужгородський Устав». Цінними пам'ятками XV—XVI століть є «Ужгородська празнична Мінея», «Тереблянський Пролог», «Торунський збірник», а також Євангелія, тріоді, октоїхи, літургікони та інші рукописні богослужбові книги.
В наприкінці XVII—XVIII століття, зловживаючи фактом підпорядкованості Мукачівської єпархії, Ягерський римо-католицький єпископ вдався до систематичних спроб латинізації її обряду та насильного переведення на григоріанський календар.
30–40 рр. XVIII століття Мукачівська єпархія остаточно втратила свою церковну незалежність і потрапила під владу римо-католицького єпископа в Ягрі.
1780 Єпископ А. Бачинський переносить свою резиденцію з Мукачева в Ужгород. Туди ж переміщається богословська школа, реорганізована у духовну семінарію.
1888 рік Папа Лев XIII оприлюднив план об'єднання Мукачівської та Пряшівської єпархій із Галицькою митрополією. Угорський примас, кардинал Янош Сімор оголосив, що реалізація такого плану була б великою образою національних почувань угорців.
Починаючи з кінця XIX ст., через латинізацію, застина греко-католицьких громад переходять на православ'я. Православні громади Закарпаття в той час знаходились під юристикцією Сербської православної церкви.
Після утворення Чехословаччини, Сербський патріархат розпочинає формування єпархіальної структури на теренах Закарпаття.
Ще напередодні Першої світової війни канонічність сербської юрисдикції в Чехії, Словаччині та на Підкарпатській Русі була поставлена під сумнів Константинопольським та московським патріархами. Ряд священиків та монахів були висвячені в монастирях Росії або Константинополя. Крім того, Константинопольський патріарх Іоаким III призначив екзархом у Галичині й Угорській Русі архієпископа Антонія (Храповицького). Сучасники пояснювали діяльність патріарха тим, що СПЦ не могла виконувати своїх функцій у зв'язку з жорстким контролем австро-угорської влади, і, таким чином, залишила напризволяще православний рух в імперії.
У серпні 1920 р. делегація православних громад зустрілася в Празі з президентом ЧСР Т. Масариком, який дозволив організувати православну церкву на Підкарпатській Русі. 1 грудня 1920 р. Синод СПЦ ухвалив рішення про призначення тимчасовим єпископом для православних Підкарпатської Русі Досифея (Васич). У березні 1921 р. Міністерство іноземних справ дозволило йому проживати на території ЧСР.
19 серпня 1921 р. в с. Іза Хустського району відбувся перший собор представників православних громад, який ухвалив рішення про обрання єпископом Досифея та затвердив статут православної церкви. Статут був затверджений Синодом СПЦ, але не був підписаний урядом ЧСР.
На початку 1928 р. Собор СПЦ відправив на Підкарпатську Русь нового єпископа, ним став єпископ Рашко-Призренський Серафим (Іванович). За його правління уряд ЧСР 6 червня 1929 р. затвердив статут «Карпаторуської Православної єпархії». За розпорядженням єпископа Серафима від 28 листопада 1929 р. в Хусті створювалася Єпархіальна Рада, яка складалася з чотирьох секцій
1. Духовного суду;
2. Єпархіального управління;
3. Шкільної секції;
4. Управління монастирями.

Обраний церковний орган діяв до 1942 р. За правління єпископа Серафима Міністерство шкіл і народної освіти дозволило православному духовенству викладати Закон Божий у державних школах.
2 листопада 1938 р. єпископом Мукачівсько-Пряшівським був обраний Володимир (Раїч). Єпископ Володимир відмовився прийняти угорське громадянство і був заарештований поліцією у квітні 1941 р. За його розпорядженням духовна влада на Закарпатті перейшла до ігумена Феофана (Сабова), якого згодом змінив М. Попов.
Ефективному формуванню структури православної церкви на Підкарпатській Русі у 1920-1930-х рр. перешкоджав ряд факторів. Першою причиною було те, що до 1931 р. православні вірники не мали постійного архієрея, який би проживав в межах єпархії та керував нею. По-друге серед православних існувало дві юрисдикції: сербська та константинопольська на чолі з архієпископом Савватієм (Врабец), між якими велася боротьба за вірників та храми. По-третє, уряд ЧСР, який офіційно визнав сербську юрисдикцію, хотів контролювати діяльність церкви на своїй території і відстрочував затвердження статутів. Після конкордату з Римом православні вірники були змушені повернути церкви та маєтки греко-католикам, навіть і в тому випадку, якщо в декотрих селах останніх зовсім не було.
Офіційно, до 1940-х років Мукачево-Ужгородська єпархія називалася Мукачево-Пряшівською і була під юрисдикцією Сербського Патріархату. Після приєднання Карпатської Русі до України в 1949 році Мукачівська єпархія увійшла під юрисдикцію Російської православної церкви.
Після розпаду СРСР знаходиться в складі УПЦ (МП). Рішенням Священного Синоду УПЦ від 29 липня 1994 року шляхом розподілу Мукачівської єпархії було утворено на дві самостійні: Хустська та Мукачівська.

## Устрій
На території Мукачівської єпархії діє 300 приходів, які обслуговують 265 священиків, 11 благочинь, 19 монастирів (біля 200 монахів та монахинь):
Секретар єпархії — протоієрей Віктор Місо.
Відповідальний за історико-аналітичну роботу та медіа-центр єпархії: Данилець Юрій Васильович.

## Благочиння
- Берегівське благочиння, благочинний — протоієрей Василій ЛОМАГА, храмів — 18 священнослужителів — 13
- Великоберезнянське благочиння, благочинний — протоієрей Василій КОВАЧ, храмів — 33 священнослужителів — 18
- Воловецьке благочиння, благочинний — протоієрей Василій СИМКАНИЧ, храмів — 30 священнослужителів — 17
- Іршавське благочиння, благочинний — протоієрей Георгій ЧУЛЕЙ, храмів — 41, священнослужителів — 49
- Мукачівське міське благочиння, благочинний — протоієрей Петро ЛЯХ, храмів — 14, священнослужителів — 29
- Мукачівське районне № 1 благочиння, благочинний — протоієрей Димитрій ФЕНЬО, храмів — 31 священнослужителів — 33
- Мукачівське районне № 2 благочиння, благочинний — протоієрей Михаїл ПАК, храмів — 26 священнослужителів — 31
- Перечинське благочиння, благочинний — протоієрей Володимир ГРИЦЬКО, храмів — 19 священнослужителів — 18
- Свалявське благочиння, благочинний — протоієрей Василій БАРНА, храмів — 29, священнослужителів — 30
- Ужгородське міське благочиння, благочинний — протоієрей Володимир Гуй, храмів — 17 священнослужителів — 30
- Ужгородське районне благочиння № 1, благочинний — протоієрей Іван МОЛАНИЧ, храмів — 25, священнослужителів — 23
- Ужгородське районне благочиння № 2, благочинний — протоієрей Володимир МУЧИЧКА, храмів — 14 священнослужителів — 12

## Монастирі

### Чоловічі
1. Свято-Воскресенський монастир — 88000, Ужгород, вул. Золотиста, 35, настоятель — митрополит Мукачівський і Ужгородський Феодор
2. Свято-Казанської ікони Божої Матері монастир — 89112, с. Тишів, Воловецького району, настоятель — митрополит Мукачівський і Ужгородський Феодор
3. Свято-Іоанно-Богословський чоловічий монастир — 90124, с. Сільце, Іршавського району, настоятель — митрополит Мукачівський і Ужгородський Феодор.
4. Свято-Покровський скит — 89022, с. Кострина, Великоберезнянського району, намісник — архімандрит Філіп (Тюх)
5. Свято-Покровський чоловічий монастир — 89620, с. Ракошино, Мукачівського району, настоятель — архімандрит Митрофан (Шимон)
6. Свято-Успенський монастир — 89141, с. Кічерний Воловецького району, настоятель — митрополит Мукачівський і Ужгородський Феодор
7. Свято-Георгіївський монастир — 90143, с. Заболотне, Іршавського району, настоятель — архімандрит Серафим (Вереш)
8. Свято-Покровський чоловічий монастир — 89220, с. Ворочово, Перечинського району, настоятель − архімандрит Григорій (Вендт)
9. Почаївської ікони Божої Матері монастир — 89640, с. Чинадійово, Мукачівського району, настоятель — митрополит Мукачівський і Ужгородський Феодор.
10. Красногорський монастир на честь Всіх Святих — 89600, Мукачево, намісник − архімандрит Іларій (Гаврилець)
11. Монастир на честь святого рівноапостольного князя Володимира − 89030, с. Сухий, Великоберезнянського району, намісник − архімандрит Захарія (Янута)

### Жіночі
1. Свято-Серафимівський монастир — 90155, с. Приборжавське, Іршавського району, настоятелька — ігуменя Серафима (Бердар)
2. Свято-Введенський монастир — 90151, с. Кушниця, Іршавського району, настоятелька — ігуменя Сусанна (Грига)
3. Свято-Іоанно-Предтеченський монастир — 90133, с. Дубрівка Іршавського району, настоятелька — ігуменя Серафима (Готра)
4. Свалявський Свято-Кирило-Мефодіївський монастир — 89300, Свалява, настоятелька — ігуменя Ніна (Мізун)
5. Мукачівський Свято-Миколаївський монастир — 89600, Мукачево, вул. Василія Проніна, 2, настоятелька– ігуменя Єпистімія (Щербан)
6. Свято-Успенський монастир — 89620, с. Домбоки, Мукачівського району, настоятелька — ігуменя Катерина (Іванчо)
7. Свято-Марії-Магдалинівський монастир — с. Зарічово, вул. Монастирська, 1, Перечинського району, настоятелька — ігуменя Варвара (Поп)
8. Свято-Пантелеймонівський монастир — 90131, с. Осій-Кам'янка, Іршавського району, настоятель — митрополит Мукачівський і Ужгородський Феодор

## Правлячі Архиєреї

### ЄпископиУкраїнського екзархату1945—1990
- Нестор (Сидорук) 1945—1948
- Макарій (Оксіюк) 1948—1950
- Іларіон (Кочергін) 1950—1956
- Варлаам (Борисевич) 1956—1961
- Миколай (Кутепов)[ru] 10 вересня 1961 — 9 жовтня 1963
- Йосиф (Савраш) 9 жовтня — 9 листопада 1963
- Боголеп (Анцух) 1963—1965
- Григорій (Закаляк) 1965—1977
- Савва (Бабинець) 1977—1985
- Даміан Бодрий 1985—1989

### Українська православна церква (Московський патріархат)
- Євфимій (Шутак), архієпископ Мукачівський і Ужгородський (19 липня 1989 — 19 січня 2000)
- Агапіт (Бевцик), єпископ Мукачівський і Ужгородський (26 липня 2000 — 14 грудня 2007)
  - Марк (Петровцій), архієпископ Хустський і Виноградівський 14 грудня 2007 — 23 грудня 2007 (в. о.)
- Феодор (Мамасуєв), митрополит Мукачівський і Ужгородський (з 23 грудня 2007)